# Avril Lavigne-hasonmás összeesküvés-elmélet
Az Avril Lavigne-hasonmás összeesküvés-elmélet (angolul: Avril Lavigne replacement conspiracy theory) egy összeesküvés-elmélet, amely szerint Avril Lavigne kanadai énekesnő 2003-ban halt meg, röviddel sikeres első albuma, a Let Go megjelenése után, és helyét egy Melissa Vandella nevű dublőr vette át. Az elmélet alátámasztására használt bizonyítékok közé tartozik a Lavigne megjelenésében bekövetkezett változások 2003 és napjaink között, feltételezett rejtett üzenetek az Under My Skin album egyes dalaiban, valamint egy fotó, amelyen Lavigne kezére a "Melissa" név van rátetoválva.
Az elmélet eredete egy 2011-es brazil nyelvű blogra, az Avril Está Morta-ra (Avril halott) vezethető vissza, amely egy chatfelülethez vezetett az internetes fórumokon keresztül, ahol a rajongók megoszthatták Lavigne helyettesítésének feltételezett bizonyítékait. Az elmélet nagyobb teret nyert 2017 májusában, amikor egy Twitter-felhasználó közzétett egy posztot, amelyben beszámol az elméletről. Maga Lavigne is többször cáfolta az elméletet. 

## Eredete
A hasonmáselmélet eredete 2011-ig nyúlik vissza, amikor is Avril Está Morta, vagyis az Avril halott brazil nyelvű blog elindult, habár egyes források szerint a pletyka egészen 2005-ig nyúlik vissza.Az elmélet azt állítja, hogy a hírnév kényszere és nagyapja halála miatt Lavigne mély depresszióba esett a 2002-es bemutatkozó albuma, a Let Go megjelenése után, és ennek következtében öngyilkos lett.
Az összeesküvés-elmélet szerint egy "Melissa" nevű hasonmást eredetileg azért bérelték fel, hogy elvonja a paparazzik figyelmét, ezzel megvédve a visszahúzódó Lavigne-t. Azt állítják, hogy Lavigne összebarátkozott "Melissával", mivel nem sokkal az énekesnő feltételezett halála előtt megtanították hogyan kell úgy énekelni és előadni, mint a zenész, hogy Lavigne halálát követően a lemezcége elfelejthesse a hírt, és így "Melissa Vandellára" cserélte a folyamatos profit érdekében, amelyet Lavigne összes jövőbeni munkája után kapnak. Az összeesküvés-elmélet alátámasztására hivatkozók bizonyítékainak nagy része a Lavigne-ról készült képeken lelhetők fel, amelyeken az idők során előforduló különböző anyajegyek, ill. egyéb állítólagos bőrhibák jelentek meg és tűntek el, valamint egy promóciós fotózás, melyen a "Melissa" nevet írták a kezére.
Az összeesküvés-elmélet hamarosan elterjedt az olyan internetes fórumokon, mint az ATRL és a Godlike Productions, ahol az önjelölt Avril-rajongók bizonyítékokat osztottak meg egymással. Az ATRL egyik bejegyzése 2012-ben azt sugallta, hogy az eredeti Avril valóban életben lehet, mert egy képen látható,hogy sajtot vásárolt abban az időben, amikor az "új Avril" állítólag Lyme-kórral küzdött. A megjelenésében bekövetkezett változásokon kívül az elmélet azt állítja, hogy "Avril" második albumának, az Under My Skin-nek a címe és grafikája, valamint az olyan dalok szövegei, mint a My Happy Ending, a Together és az Evan Taubenfeld által írt The Best Years of Our Lives cím dalok titkos üzeneteket tartalmaznak.Az eredeti blog továbbá azt sugallja, hogy Melissa bűntudatot érez amiatt, hogy részt vett ebben a bohózatban és ezért tesz rejtett utalásokat a dalokban.

## Népszerűsége
Az elmélet 2015 októberében kezdett elterjedni az Egyesült Államokban, amikor a BuzzFeed riportere, Ryan Broderick Twitteren ráírt Avril Está Morta oldal üzemeltetőjére. Egy BuzzFeed-bejegyzésben Broderick tisztázta az üggyel kapcsolatos tweetjét, megemlítve, hogy az eredeti blogbejegyzés kezdősorában is elismeri, hogy az elmélet átverés, és hogy "Ezt a blogot azért hozták létre, hogy megmutassa, hogyan nézhetnek ki igaznak az összeesküvés-elméletek."
A halállal kapcsolatos álhír 2018 májusában lett népszerű, amikor egy középiskolás diák közzétett egy Twitter-bejegyzést, amelyben azt állította, hogy Lavigne meghalt, és 2003 végén lecserélték. A bejegyzés, amelyet negyedmillióan retweeteltek, az énekes arcán látható eltérésekre, divatstílusára és az állítólagos halála utáni kézírásokra a leváltása bizonyítékaként hivatkozott. A Twitter bejegyzés nagyrészt megegyezik a korábbi Avril Está Morta oldal összeesküvéssel, egy lényeges különbséggel: ezúttal az Under My Skin albumot az igazi Lavigne már meglévő felvételei alapján hozták létre.
A Twitter-bejegyzés egy internetes mémet ihletett, amelyben a felhasználók azt mondanák, hogy egy híresség vagy kitalált karakter meghalt, és lecserélték, két képet mutatva a szóban forgó figuráról, és "összeesküvés-elméletnek" állították be.

## Lavigne reakciói
Lavigne-t először 2014-ben kérdezték meg a pletykákról a Pânico na Band brazil tévéműsornak adott interjú során, az Avril Lavigne Tour alkalmával. Lavigne-t arról kérdezték, hogy hallott-e olyan internetes pletykákról, amelyek szerint "meghalt, és egy hasonmás váltotta fel", mire ő azt válaszolta, hogy először ebben az interjúban hallott erről, majd később hozzátette: "Nos, Itt vagyok, és itt vagyok Brazíliában." A tévéműsor hivatalos YouTube-csatornájára feltöltött interjúról készült videóban a pletykák elindításáért felelős Avril Está Morta blogoldal képei láthatók.
Miután az elmélet 2017-ben világszerte újra előkerült, Lavigne egy 2017 novemberi Facebook élő közvetítésben válaszolt a pletykákra, amikor egy rajongó megkérdezte, hogy meghalt-e, mire Lavigne azt válaszolta: "Nem, nem haltam meg. Itt vagyok."  Azt mondta, hogy az elmélet azért született, mert "az emberek egyszerűen unatkoznak, és beszélniük kell valamiről". 
A kérdést újra feltették egy 2018 novemberében az ausztrál KIIS 106.5-nek adott interjúban. Amikor az elméletről kérdezték, az énekes így válaszolt: "Néhány ember azt gondolja, hogy nem én vagyok az igazi, ami annyira furcsa! Hasonmás, miért gondolnák ezt?" Kyle és Jackie O rádiós műsorvezetők azt mondták, hogy Lavigne "valójában soha nem tagadta", hogy lecserélték, és azt sugallta, hogy az interjú során fellépő technológiai nehézségek gyanús véletlenek voltak.
Az Entertainment Weekly-nek adott 2019-es interjújában Lavigne közvetlenül foglalkozott az elmélettel, amit „buta internetes pletykáknak” nevezett, és azt mondta, hogy „le van döbbenve, hogy az emberek ilyet mondanak”.
Lavigne egy 2022-es, a Galore Magazine-nak adott interjúban ismét foglalkozott a pletykával, és kijelentette: "Szóval ez vicces, mert mindenki azt mondja, hogy ugyanúgy nézek ki, de akkor ez van. Ennek semmi értelme. És mennyire véletlen? Amikor az emberek felhozzák, és évek óta felhozták nekem, hogy van egy összeesküvés-elmélet, miszerint nem én vagyok, vagy valami ilyesmi? Klón vagyok? Hogy lehet ilyesmi – nem tudom, ez csak egy nagyon furcsa pletyka."
2013-ban egy különös álhír azt állította, hogy Lavigne egy snowboardozás közben halt meg a Whistler Blackcomb síközpontban.
Ugyanannak a brazil blognak az alkotója, amelyből az Avril Está Morta összeesküvés eredeztethető később bocsánatot kért, és az egész blogbejegyzést úgy módosította, hogy Avril soha nem halt meg. Állítása szerint a blog csak egy módja volt annak, hogy megmutassa, mennyire igaznak tűnhetnek az összeesküvés-elméletek.

## Fordítás
Ez a szócikk részben vagy egészben  az   Avril Lavigne replacement conspiracy theory című angol Wikipédia-szócikk fordításán alapul.  Az eredeti cikk szerkesztőit annak laptörténete sorolja fel. Ez a jelzés csupán a megfogalmazás eredetét és a szerzői jogokat jelzi, nem szolgál a cikkben szereplő információk forrásmegjelöléseként.

## Kapcsolódó szócikk
Paul halott, ugyanaz a elmélet, csak Paul McCartney-val